# Каза Селвино (Павија)
Каза Селвино је насеље у Италији у округу Павија, региону Ломбардија.
Према процени из 2011. у насељу је живело 61 становника. Насеље се налази на надморској висини од 468 м.